# Hyposada niveipuncta
Hyposada niveipuncta är en fjärilsart som beskrevs av W. Warren 1913. Hyposada niveipuncta ingår i släktet Hyposada och familjen nattflyn. Inga underarter finns listade i Catalogue of Life.